# Walim (Mazovie)
Pour les articles homonymes, voir Walim.
Walim (prononciation : [ˈvalim]) est un village polonais de la gmina de Stara Kornica dans le powiat de Łosice de la voïvodie de Mazovie dans le centre-est de la Pologne.
Il se situe à environ 11 kilomètres au nord-est de Stara Kornica (siège de la gmina), 17 kilomètres à l'est de Łosice (siège du powiat) et à 133 kilomètres à l'est de Varsovie (capitale de la Pologne).
Le village possède une population de 211 habitants en 2010.

## Histoire
De 1975 à 1998, le village appartenait administrativement à la voïvodie de Biała Podlaska.